# Beneš-Mráz Be-50 Beta-Minor

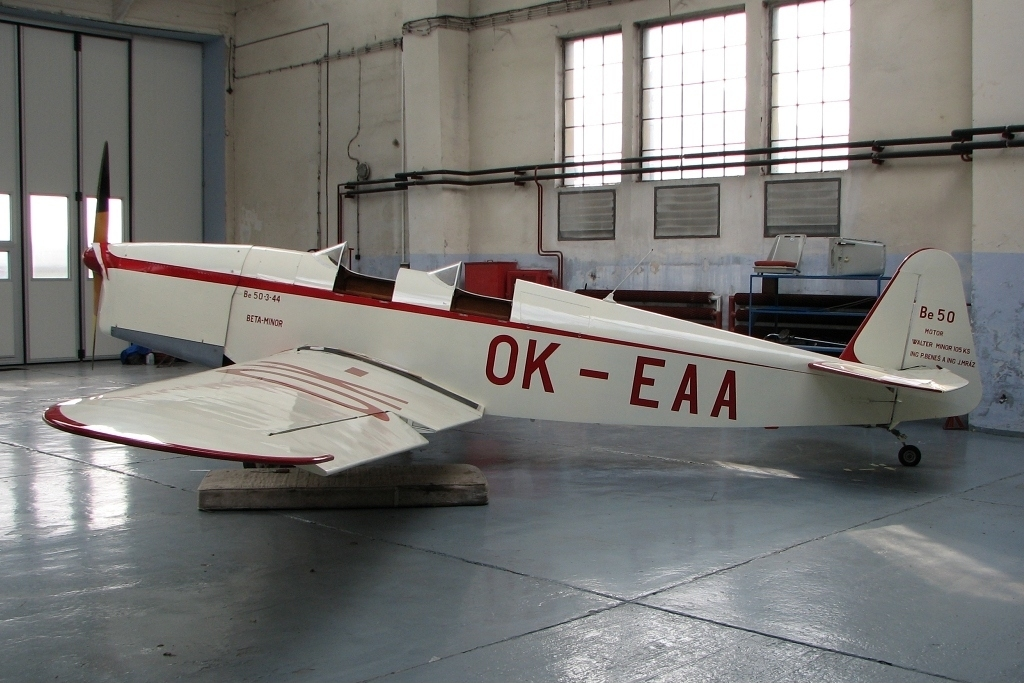
Beneš-Mráz B-50 Beta-Minor (OK-EAA)

De Beneš-Mráz Be-50 Beta-Minor (ook wel bekend als Be.50) is een Tsjechoslowaaks laagdekker sportvliegtuig gebouwd door Beneš & Mráz. De Be-50 is ontworpen door de ingenieurs Pavel Beneš en Jaroslav Mráz. De eerste vlucht vond plaats in het jaar 1935. Het toestel was populair bij Tsjechoslowaakse vliegclubs en was succesvol in verschillende internationale competities. Alle beschikbare Be-50’s werden kort voor de annexatie van Tsjechië door Duitsland door de Tsjechoslowaakse luchtmacht overgenomen.

## Specificaties
- Bemanning: 1, de piloot
- Capaciteit: 1 passagier
- Lengte: 7,76 m
- Spanwijdte: 12,16 m
- Hoogte: 1,80 m
- Vleugeloppervlak: 16,3 m2
- Leeggewicht: 460 kg
- Startgewicht: 730 kg
- Motor: 1× Walter Minor, 71 kW (95 pk)
- Maximumsnelheid: 195 km/h
- Vliegbereik: 750 km
- Dienstplafond: 5 200 m

## Gebruikers
- Tsjechoslowakije